# Puijo
Puijo este o arie protejată (arie specială de conservare — SAC, sit de importanță comunitară — SCI) din Finlanda întinsă pe o suprafață de 171 ha, integral pe uscat.

## Localizare
Centrul sitului Puijo este situat la coordonatele 62°54′30″N 27°39′49″E / 62.9083°N 27.6636°E.

## Înființare
Situl Puijo a fost declarat sit de importanță comunitară în august 1998 pentru a proteja 4 specii de plante. Situl a fost protejat și ca arie specială de conservare în aprilie 2015.

## Biodiversitate
Situată în ecoregiunea boreală, aria protejată conține 6 habitate naturale: Cursuri de apă de la nivel de câmpie la nivel montan, cu vegetație Ranunculion fluitantis și Callitricho-Batrachion, Izvoare fino-scandinave și mlaștini produse de izvoare bogate în minerale, Pante stâncoase silicioase cu vegetație casmofită, Taiga vestică, Păduri fino-scandinave bogate în ierburi cu Picea abies, Mlaștini împădurite.
La baza desemnării sitului se află mai multe specii protejate de  plante (4): Cinna latifolia, Diplazium sibiricum, Herzogiella turfacea, Plagiomnium drummondii.
Pe lângă speciile protejate, pe teritoriul sitului au mai fost identificate 7 specii de plante, 41 de specii de păsări, 13 specii de pești.